# Marienfried
Marienfried ist eine Gebetsstätte nahe Pfaffenhofen an der Roth im Landkreis Neu-Ulm in Bayern. An der Gebetsstätte befinden sich die Gnadenkapelle, die Marienfriedkirche, die Pilgerheime Haus Marienfried, Haus Bethanien und Haus Tabor, eine Lourdes- und Fátima-Grotte, ein Rosenkranz- und Immaculata-Weg und ein Kreuzweg.

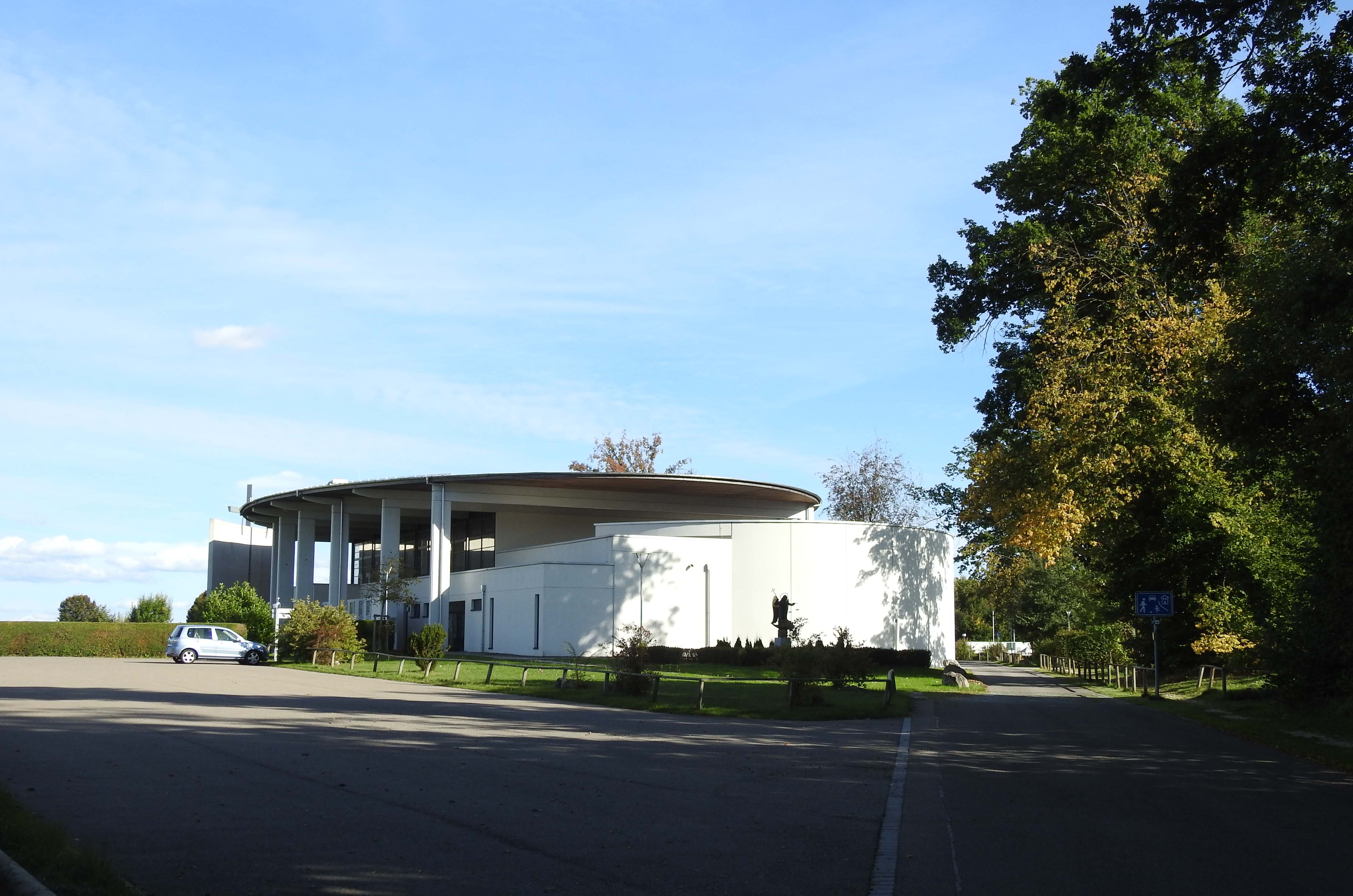
Wallfahrtskirche Marienfried

## Geschichte
Die Pfarrei St. Martin in Pfaffenhofen legte mit ihrem Pfarrer Martin Humpf im Kriegsjahr 1944 folgendes Gelübde ab: „Wenn die Pfarrgemeinde von den Kriegsschäden verschont bleibt, bauen wir der Gottesmutter zum Dank eine Kapelle.“ Dieses Gelöbnis wurde von einer Gruppe der Schönstatt-MJF aufgegriffen. Viele Menschen glauben, dass die Gottesmutter Maria hier am 13. Mai 1940, am 25. April, 25. Mai und 25. Juni 1946 erschienen ist.
Die Marienfriedkapelle oder Gnadenkapelle („Dreimal Wunderbare Mutter und Mittlerin der Gnaden“) wurde am 18. Mai 1947 mit bischöflicher Genehmigung geweiht. Am 4. Juli 1995 verlieh der Augsburger Diözesanbischof Viktor Josef Dammertz einer neu erbauten Kirche den Namen „Maria, Mutter der Kirche“ und errichtete Marienfried als Kirchenstiftung. In den Jahren 2010 und 2011 wurde die Marienfriedkirche grundlegend um- und neugebaut und am 23. Oktober 2011 von Bischof Konrad Zdarsa eingeweiht.
1974 wurde im südwestlichen Waldwinkel eine Fatima-Grotte geschaffen. Die Lourdes-Grotte entstand ebenfalls 30 Jahre nach dem Gelübde, 1974; sie wurde 2014 in den Gebetspark integriert. Auf der Festwiese wurde 2000 der große Freialtar errichtet. Der Kreuzweg – von der Gnadenkapelle in Richtung Süden – ist ein Werk des Bildhauers Wolfgang Klein (* 1931), errichtet in den Jahren 2000 bis 2002.

## Seelsorge
Neben regelmäßigen Gottesdiensten und Lichterprozessionen finden in Marienfried Gebets- und Einkehrtage sowie Exerzitien statt. Die Jugendbewegung Jugend 2000 führt dort gelegentlich eines ihrer internationalen Prayerfestivals durch. Die Pilgerheime bieten auch die Möglichkeit zu Erholungsaufenthalten, in einem Wallfahrtsladen stehen religiöse Artikel zum Verkauf.